# Dacia (Zeitschrift)
Die Zeitschrift Dacia. Revue d’archéologie et d’histoire ancienne (deutsch: Dacia. Zeitschrift für Archäologie und Alte Geschichte) ist eine archäologische Fachzeitschrift aus Rumänien.
Erstmals wurde das Magazin 1924 von dem rumänischen Historiker und Archäologen Vasile Pârvan herausgegeben. Der ursprüngliche Titel des Magazins lautete: Dacia – Recherches et découvertes archéologiques en Roumanie (deutsch: Dacia – Forschung und archäologische Funde in Rumänien). In den Jahren von 1948 bis 1957 war die Herausgabe der Zeitschrift aus politischen Gründen und der damals schwierigen Lage in Rumänien unterbrochen, dadurch bedingt gibt es eine sogenannte „alte“ und eine „neue Publikationsreihe“. Das Fachmagazin wird heute vom Vasile Pârvan Institute of Archaeology der Rumänischen Akademie in Bukarest herausgegeben. Die Zeitschrift wird in vier identische Bereiche, in den Sprachen: Französisch, Englisch, Deutsch und Russisch untergliedert.